# Biblioteca Econòmica Carandell
La Biblioteca Econòmica Carandell, també coneguda com a Fons Carandell, va ser inaugurada a la Universitat Autònoma de Barcelona el mes de febrer de 1981. El seu fons va ser transferit a la UAB mitjançant un acord signat el 28 de setembre de 1979 per l'Associació Industrial Tèxtil del Procés Cotoner (AITPA), que en tenia la propietat, i amb una col·laboració especial de l'antiga Caixa de Pensions per a la Vellesa i d'Estalvis, actualment "la Caixa".

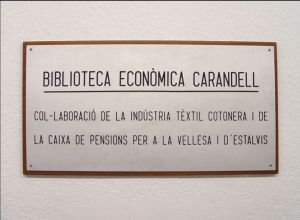
Biblioteca Econòmica Carandell

Es tracta d'un fons bibliogràfic actualment localitzat a la Biblioteca de Ciències Socials especialitzat en temes d'economia i pensament econòmic, sociologia i dret dels segles XVI al XX (i molt especialment en història econòmica dels segles XIX i començament del XX), creat al llarg de molt temps per l'economista Joan Carandell i Marimon (1901-1988), posteriorment adquirit per l'AITPA el 1960.

## Història
La Biblioteca Carandell va sorgir de l'interès i la passió del Joan Carandell cap a l'Economia, una disciplina que a Espanya als anys 30 era encara molt naixent però que ja estava molt present als Estats Units. Aquest interès el va esperonar a crear una extraordinària biblioteca (que ja havia començat a fer abans de la guerra). Segons el seu fill Josep Maria Carandell, va arribar a tenir milers de volums. En el seu origen estava situada al pis de l'Eixample de Barcelona al carrer Provença on es va instal·lar la família l'any 1939.
En paraules del mateix Joan Carandell i Marimón, entrevistat per La Vanguàrdia l'any 1987:." poseía una gran biblioteca económica, que había iniciado en 1926. Llegué a reunir 27.000 ejemplares..." ..."Esta biblioteca ofrecía otra singularidad relevante a parte del valor bibliogràfico: el sistema de fichas que yo había establecido..." ..."Llegué a reunir más de un millón cuatrocientas mil fichas..." ..."por esta biblioteca pasaron las más ilustres personalidades del mundo económico y cultural..."

La col·lecció està formada per més de 11.000 documents entre monografies i publicacions periòdiques, dividit en un Fons general al qual corresponen obres editades majoritàriament entre els segles XIX i XX, un fons d'Antiquària i documents de caràcter normatiu on cal destacar la Col·lecció de pragmàtiques del Fons Carandell, i Documents de la Casa de la Moneda o Seca. 
.

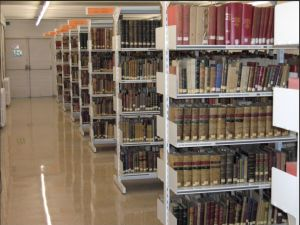
Fons Carandell

El fons Carandell és d'interès pels investigadors perquè aborda temes absolutament contemporanis, com ara l'asil polític, el bilingüisme a Catalunya i les qüestions catalanes, els drets de les dones (normativa perquè les dones no hagin de treballar de peu, per exemple, regulació de les hores), els drets dels infants, els drets dels treballadors (el descans dominical, comparatives amb treballadors d'altres països, per exemple Alemanya…), el deute públic...
Un dels documents més destacables és el llibre Biblioteca de los economistas españoles de los siglos XVI, XVII y XVIII (Separata de los Anales de la Real Academia de Ciencias Morales y Políticas). L'original de l'autor estava publicat l'any 1879 i reeditat el 1947, 1954 i el 1979. El llibre és de l'historiador, jurista i economista gallec del segle xix, Manuel Colmeiro. Segons en German Masid (8) l'edició de 1879, que portava un retrat de l'autor gravat a l'aiguafort per José María Chico, era de 300 exemplars, els 100 primers van ser per als socis de la ABB (Associació de Bibliòfils de Barcelona) i la resta per als representants del món de l'empresa i l'economia.
A les biblioteques de la UAB hi ha diferents edicions, la més actual és una 5a ed. ubicada a la Biblioteca de Comunicació de l'any 1979. A la Biblioteca de Ciències Socials tenim un altre document que no especifica l'any d'edició i un altre exemplar que forma part de la Biblioteca Carandell que és una còpia feta l'any 1943 del primer volum que estava en aquell moment exhaurit. En la seva portada apareix la següent nota:
Agotada la presente obra se procede a su copia, sacada de las Memorias de la Real Academia de Ciencias Morales y Políticas edición de 1879, tomo I / trabajo ejecutado por la Biblioteca Carandell, 1943.

## Antiquària
Inclou la Col·lecció de pragmàtiques del Fons Carandell i uns aproximadament 300 volums de tema econòmic editats entre els segles xvi i xviii (alguns digitalitzats en el DDD de la UAB).

## Seca
- Casa de la Moneda (Fons Carandell)